# アルダリオン・イグナチェフ

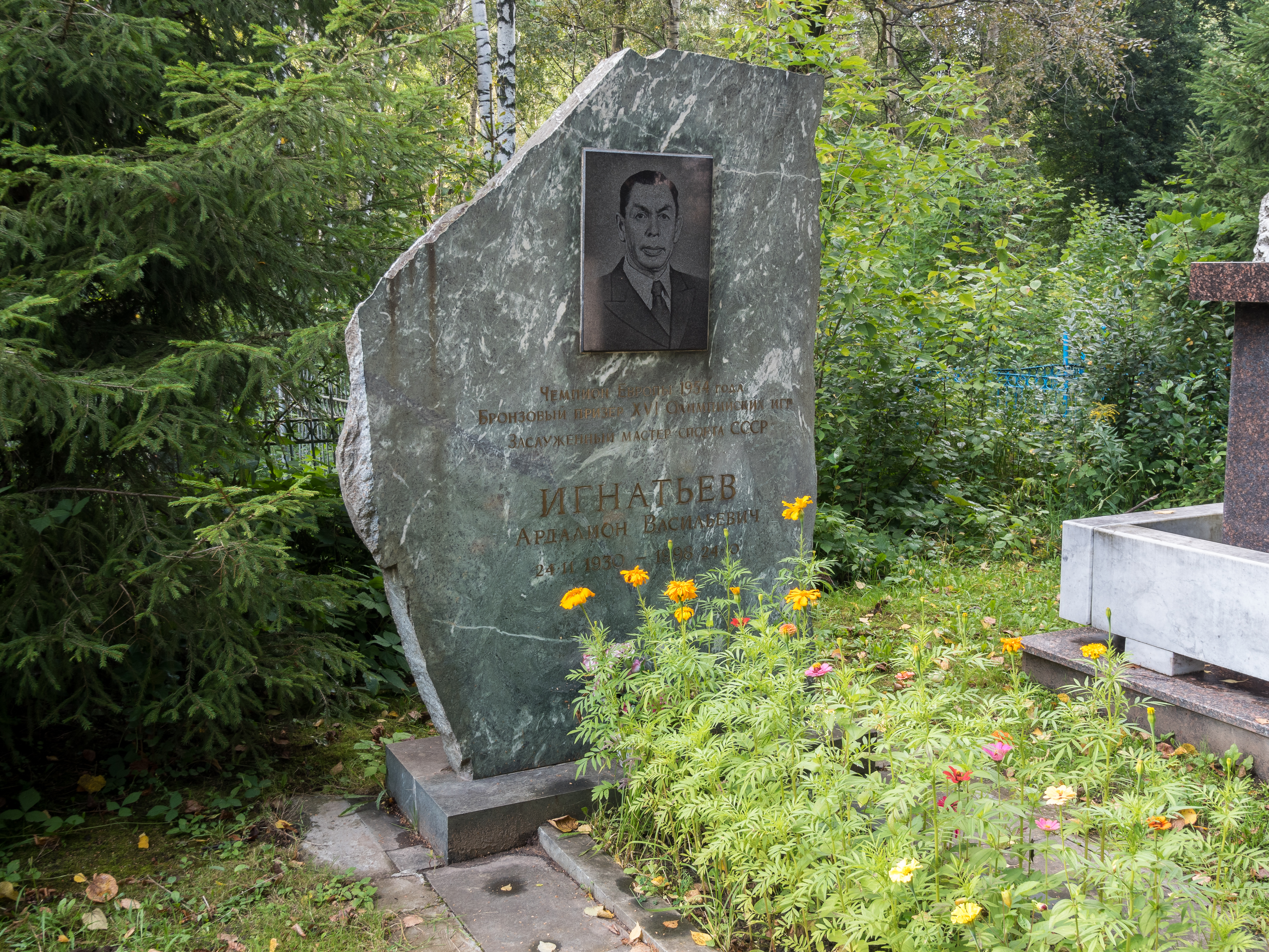
チュヴァシ共和国チェボクサルにあるイグナチェフの墓

アルダリオン・イグナチェフ（ロシア語: Ардалион Васи́льевич Игна́тьев、1930年11月24日 - 1998年9月24日）は、ソビエト連邦の陸上競技選手。1956年メルボルンオリンピックの銅メダリストである。ロシア連邦チュヴァシ共和国出身。

## 経歴
イグナチェフが最初にオリンピックに出場したのは、ソ連がオリンピックに初出場した大会でもある1952年ヘルシンキオリンピックである。この大会では、400mと4×400mリレーに出場し、ともに準決勝敗退している。
2年後の1954年にはスイスのベルンで開催されたヨーロッパ選手権に出場。400mでは46秒6のソビエト新記録で、2位のフィンランドのヴォイット・ヘルステンらを抑えて金メダル。さらに、200mでも、21秒1のソビエト新記録で西ドイツのハインツ・フュッテラーに次いで銀メダルを獲得した。
1956年には、メルボルンオリンピックに出場。400mでは、上位4人による激しいレースが繰り広げられた。金メダルはアメリカのチャーリー・ジェンキンスが獲得したことが明らかであったが、ドイツのカール＝フリードリッヒ・ハース、フィンランドのヘルステン、そしてイグナチェフの3人のメダル争いは熾烈を極めた。3人のうちハースがわずかに先着していたことからハースは銀メダルとなったが、イグナチェフとヘルステンはどちらが先着していたか審判は判断がつかなかった。電気掲示では、イグナチェフ、ヘルステンとも47秒15であったことから、両者とも銅メダル獲得となった。この大会では、イグナチェフは4×400mリレーにも出場したが、準決勝で敗れている。
イグナチェフのソ連国内での成績は、200mで1953年から4連覇。400mは1952年から1956年まで5連覇、さらに1959年も制し計6回チャンピオンに輝いている。また、200mでは7回、400mでは9回ソ連新記録を樹立。1955年に記録した400mで46秒0の記録は1939年にドイツのルドルフ・ハルビッヒに並ぶヨーロッパタイ記録であった。
イグナチェフは、ソ連（ロシア）国内でも数多くの強豪ランナーを誕生させてきたチュヴァシ共和国で最初にオリンピックでメダルを獲得した選手である。

## 自己ベスト
- 200m - 21秒0 (1955年)
- 400m - 46秒0 (1955年)

## 主な実績
| 年   | 大会                 | 場所                       | 種目         | 結果      | 記録     |
| ---- | -------------------- | -------------------------- | ------------ | --------- | -------- |
| 1952 | オリンピック         | ヘルシンキ(フィンランド)   | 400m         | 5位（sf） | 47秒4    |
| 1952 | オリンピック         | ヘルシンキ(フィンランド)   | 4×400mリレー | 3位（sf） | 3分12秒5 |
| 1954 | ヨーロッパ陸上選手権 | ベルン(スイス)             | 200m         | 2位       | 21秒1    |
| 1954 | ヨーロッパ陸上選手権 | ベルン(スイス)             | 400m         | 1位       | 46秒6    |
| 1956 | オリンピック         | メルボルン(オーストラリア) | 400m         | 3位       | 47秒0    |
| 1956 | オリンピック         | メルボルン(オーストラリア) | 4×400mリレー | 3位（sf） | 3分11秒2 |

- sfは準決勝